# ABHD2
ABHD2 (англ. Abhydrolase domain containing 2) – білок, який кодується однойменним геном, розташованим у людей на короткому плечі 15-ї хромосоми. Довжина поліпептидного ланцюга білка становить 425 амінокислот, а молекулярна маса — 48 315.
| 10         |  | 20         |  | 30         |  | 40         |  | 50         |
| ---------- |  | ---------- |  | ---------- |  | ---------- |  | ---------- |
| MNAMLETPEL |  | PAVFDGVKLA |  | AVAAVLYVIV |  | RCLNLKSPTA |  | PPDLYFQDSG |
| LSRFLLKSCP |  | LLTKEYIPPL |  | IWGKSGHIQT |  | ALYGKMGRVR |  | SPHPYGHRKF |
| ITMSDGATST |  | FDLFEPLAEH |  | CVGDDITMVI |  | CPGIANHSEK |  | QYIRTFVDYA |
| QKNGYRCAVL |  | NHLGALPNIE |  | LTSPRMFTYG |  | CTWEFGAMVN |  | YIKKTYPLTQ |
| LVVVGFSLGG |  | NIVCKYLGET |  | QANQEKVLCC |  | VSVCQGYSAL |  | RAQETFMQWD |
| QCRRFYNFLM |  | ADNMKKIILS |  | HRQALFGDHV |  | KKPQSLEDTD |  | LSRLYTATSL |
| MQIDDNVMRK |  | FHGYNSLKEY |  | YEEESCMRYL |  | HRIYVPLMLV |  | NAADDPLVHE |
| SLLTIPKSLS |  | EKRENVMFVL |  | PLHGGHLGFF |  | EGSVLFPEPL |  | TWMDKLVVEY |
| ANAICQWERN |  | KLQCSDTEQV |  | EADLE      |  |            |  |            |

A: Аланін

C: Цистеїн

D: Аспарагінова кислота

E: Глутамінова кислота

F: Фенілаланін

G: Гліцин

H: Гістидин

I: Ізолейцин

K: Лізин

L: Лейцин

M: Метіонін

N: Аспарагін

P: Пролін

Q: Глутамін

R: Аргінін

S: Серин

T: Треонін

V: Валін

W: Триптофан

Кодований геном білок за функціями належить до гідролаз, серинових естераз. 
Задіяний у таких біологічних процесах, як метаболізм ліпідів, деградація ліпідів. 
Локалізований у клітинній мембрані, мембрані, клітинних відростках.